# Ифигенија у Аулиди
„Ифигенија у Аулиди” је југословенски ТВ филм из 1983. године који је режирао Томислав Радић.

## Улоге
| Глумац          | Улога     |
| --------------- | --------- |
| Златко Црнковић |           |
| Вања Драх       |           |
| Маја Фреундлих  | Ифигенија |
| Зијад Грачић    |           |
| Тонко Лонза     |           |
| Нева Росић      |           |